# 松山大学ムーンナイトゼミナール
松山大学ムーンナイトゼミナール（まつやまだいがくムーンナイトゼミナール）は南海放送ラジオで放送されていた番組である。正式は「松山大学ムーンナイトゼミナール月明かりの談話室〜教えて先輩〜」である。提供は松山大学である。パーソナリティーとナレーションは越智康江である。

## 概要
2010年4月9日から2011年4月1日まで放送、番組当初はテーマを取り上げて同大学名誉教授で特定非営利活動法人松山大学学生地域総合研究所理事長金村毅が同大学生に講義する方式で行った。

10月からリニューアルとして聞き手として引き続き金村毅と同大学学生が毎回同大学出身者の著名人をゲストにインタビューし、学生時代でのエピソードなどのトークを展開している。

## 放送時間
- 毎週金曜23：10～23：30（2010年4月9日～2010年10月1日）
- 毎週金曜23：00～23：20（2010年10月8日～2011年4月1日）